# Reissantia buchananii
Reissantia buchananii är en benvedsväxtart som först beskrevs av Ludwig Eduard Theodor Loesener, och fick sitt nu gällande namn av N. Hallé. Reissantia buchananii ingår i släktet Reissantia och familjen Celastraceae. Inga underarter finns listade.